# Kuraka
Un Kuraka, Kuraca ou Curaca (et d'autres orthographes) était un fonctionnaire des civilisations andines, unifiées dès 1440 sous l'empire inca, sur plusieurs échelons hiérarchiques, depuis le Sapa Inca à la tête de l'Empire jusqu'aux ayllus (communautés locales regroupant plusieurs familles ayant des intérêts, un territoire, une identité commune).

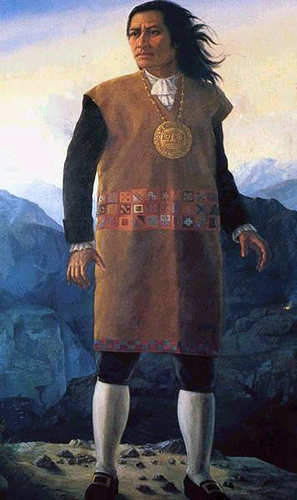
Représentation moderne d'un kuraka : Túpac Amaru II, qui se rebella en 1781 contre la domination coloniale espagnole.

Kuraca signifie « supérieur » ou « principal ». Chaque unité socio-territoriale avait quatre kuracas : le hanan et son adjoint le hurin, et chacun d'entre eux avait un assistant subordonné. Toutefois sur les deux parties hurin (basse) et hanan (haute) il y en avait une qui était supérieur à l’autre, et dont le souverain principal était le chef suprême de l'unité socio-territoriale, appelée kurakazgo.

## Magistère
À chacun des échelons, les kurakas, que les Espagnols appelèrent « caciques », avaient des responsabilités multiples : juges d'instruction, coordonnateurs des travaux, répartiteurs des outils et des aides, percepteurs d'impôts, médiateurs entre la sphère surnaturelle et le domaine terrestre (dans ce dernier rôle, ils veillaient à ce que le monde des esprits bienheureux (celui des mortels) aie la prospérité, et c'est pourquoi certains kurakas malchanceux ont été tenus pour responsables de catastrophes comme la sécheresse et punis pour cela. Une autre fonction du kuraka était de proposer des partenaires aux adultes âgés de 25 ans et plus, qui n'avaient pas encore fondé une famille. Le kuraka pouvait également décider, dans le cas où deux personnes voulaient s'apparier avec la même troisième personne, et que cette dernière était indécise, de choisir lequel des deux premiers le pourrait.

### Kamachikuq
Les kurakas souverains seulement d'un ayllu, à la base de l'organisation socio-territoriale andine, sont appelés kamachikuq (« celui qui attribue ses tâches à chacun »), et décident de la répartition des terres et de l'organisation du travail de l'ayllu.
Les équivalents des ayllus dans l'altiplano andin sont les hatas, et dans le nord andin les pachacas (unités d'environ cent familles). 

### Apu kuraka
Au-dessus des kamachikuq dans la hiérarchie sociale se situaient les apu kurakas (« caciques principaux ») qui dirigent une confédération d'ayllu, appelée chefferie, huaranga (entités comportant environ mille hommes) ou llaqta. Le Sapa Inca fait partie de cette classe sociale.
Dans l'Empire inca, les apu kurakas, dont le pouvoir pré-inca reste généralement intact, ont un statut similaire à la noblesse inca, tandis que les kamachikuq font partie de la classe des hommes du communs, ou runa.

#### Hatun kuraka
Les petites chefferies sont fédérées, à leur tour, en une grande chefferie, ou macroethnie, et l'apu kuraka suprême, supérieur aux apu kuraka subalternes, est appelé Hatun kuraka (« grand kuraka »), et est à la tête d'entités représentant « le plus haut niveau d’intégration jamais atteint dans les Andes pendant la période intermédiaire tardive », antérieure à la conquête,  car les incas « ne parvinrent pas à créer une intégration nationale » se contentant « à soumettre politiquement les macroethnies, à s'emparer de leur force de travail et de leurs terres, mais sans pour autant songer à abolir leurs coutumes et leurs traditions [qui définissent leur identité ethnique] ».

## Statut
Identifiable par ses parures (du moins en l'exercice de ses fonctions), le kuraka était un aristocrate, qui pouvait, mais pas systématiquement, transmettre sa fonction à sa descendance : en ce sens elle était plus proche d'un office que d'un titre. Son autorité était accordée par l'Inca qui pouvait la révoquer. Les kurakas avaient des privilèges : ils étaient exemptés d'impôts, avaient droit à la polygamie et étaient portés dans un palanquin.